# Simulium biseriatum
Simulium biseriatum är en tvåvingeart som beskrevs av Rubtsov 1940. Simulium biseriatum ingår i släktet Simulium och familjen knott. Inga underarter finns listade i Catalogue of Life.